# Мрсна (Грчка)
Мрсна (грч. Γόνιμο, Гонимо) је насељено место у општини Синтика у периферији Средишња Македонија, Грчка. Према попису из 2021. године било је 418 становника.
Према бугарском географу и историчару, Василу Канчову, у Мрсни је 1900. године живело 420 Словена хришћана и 120 Рома. Током Другог балканског и Првог светског рата село је настрадало и део мештана је избегао, тако је после рата остало 183 житеља. Године 1924. насељено је 34 грчких избегличких породица, укупно 176 особа. На попису из 1928. године Мрсна је мешовито словенско-грчко насељe са 369 становника. Број становника је 1940. порастао на 885 због досељавања мештана напуштених села Мантар Махала и Бахтјар.

## Познате личности
- Ристо Шишков, југословенски глумац